# Fernando (football, 1987)
Pour les articles homonymes, voir Fernando.
Fernando Francisco Reges, plus communément appelé Fernando, né le 25 juillet 1987 à Alto Paraíso de Goiás, Brésil, est un footballeur Brésilien. Il joue actuellement au poste de milieu défensif au SC Internacional.

## Biographie

### Carrière en club

#### FC Porto (2007-2014)
En juin 2007, alors qu'il évolue en troisième division brésilienne au Vila Nova FC, il signe un contrat de cinq ans au FC Porto. Il passe sa première année au Portugal en prêt à Estrela.
À son retour à Porto, pour la saison 2008-2009, Fernando se fait une place aux côtés de Lucho González et Raul Meireles dans le onze de départ alors que le club s'offre un quatrième titre de champions du Portugal d'affilée. Lors de la saison 2010-2011, il continue de s'afficher en tant que titulaire indiscutable, apparaissant dans 41 rencontres officielles alors que son club réalise le triplé Primeira Liga, Taça de Portugal et Ligue Europa.
Le 9 février 2014, alors qu'il ne lui restait que 6 mois de contrat, il prolonge avec le FC Porto jusqu'en 2017.

#### Manchester City (2014-2017)
Le 25 juin 2014, Fernando signe à Manchester City pour un montant d'environ 15 millions d'euros. En arrivant, Fernando a déclaré : "Je vais donner tout ce que j'ai à chaque fois que je jouerai et j'ai hâte de passer de nombreuses années à Manchester".
Il fait ses débuts en compétition officielle le 10 août lors du Community Shield 2014, jouant les 90 minutes lors de la défaite 3-0 face à Arsenal à Wembley. Une semaine plus tard il fait ses débuts en Premier League face à Newcastle United.

#### Galatasaray SK (2017-2019)
Le 4 août 2017, il s'engage au Galatasaray SK pour 5 millions d'euros.

#### Séville FC (2019-2023)
Le 12 juillet 2019, il s'engage avec le Séville FC pour 3 ans.
Le 30 janvier 2023, le club espagnol a annoncé d'un commun accord avoir résilié son contrat.

### Carrière internationale
Fernando a fait partie de l'équipe du Brésil U20 victorieuse lors du championnat d'Amérique du Sud des moins de 20 ans en 2007. Il reçoit un carton rouge face au Chili lors du deuxième tour pour avoir insulté l'arbitre Albert Duarte, et est suspendu 1 an par la Confédération sud-américaine de football, ratant ainsi la Coupe du monde des moins de 20 ans 2007.
En janvier 2013, Fernando déclare : "Même si quelqu'un me demande de me naturaliser, je refuserais. Mon rêve est de jouer pour le Brésil. Je suis sûr qu'un jour je porterai le amarelinha. Malgré cela, il prit la nationalité portugaise en décembre, demandant à la FIFA en mars 2014 de changer son allégeance internationale au Portugal; selon l'article 8.1 régissant les statuts de l'organisme, malgré son changement de nationalité, il peut être sélectionné que pour le Brésil ayant déjà joué pour ce pays avec les moins de 20 ans alors qu'il ne possédait pas la nationalité portugaise,.

## Statistiques
| Saison                | Club                      | Championnat           | Championnat | Championnat | Coupe nationale | Coupe nationale | Coupe de la Ligue | Coupe de la Ligue | Supercoupe | Supercoupe | Compétition(s) continentale(s) | Compétition(s) continentale(s) | Compétition(s) continentale(s) | Supercoupe UEFA | Supercoupe UEFA | Total | Total |
| Saison                | Club                      | Division              | M.          | B.          | M.              | B.              | M.                | B.                | M.         | B.         | Comp.                          | M.                             | B.                             | M.              | B.              | M.    | B.    |
| 2007-2008             | Estrela da Amadora (prêt) | Liga ZON              | 26          | 1           | 3               | 0               | 2                 | 0                 | -          | -          | -                              | -                              | -                              | -               | -               | 31    | 1     |
| Sous-total            | Sous-total                | Sous-total            | 26          | 1           | 3               | 0               | 2                 | 0                 | -          | -          | -                              | 0                              | 0                              | -               | -               | 31    | 1     |
| 2008-2009             | FC Porto                  | Liga ZON              | 25          | 0           | 4               | 0               | 1                 | 0                 | -          | -          | C1                             | 10                             | 0                              | -               | -               | 40    | 0     |
| 2009-2010             | FC Porto                  | Liga ZON              | 25          | 0           | 6               | 0               | 1                 | 0                 | 1          | 0          | C1                             | 6                              | 0                              | -               | -               | 39    | 0     |
| 2010-2011             | FC Porto                  | Liga ZON              | 21          | 0           | 4               | 0               | 1                 | 1                 | 1          | 0          | C3                             | 14                             | 1                              | -               | -               | 41    | 2     |
| 2011-2012             | FC Porto                  | Liga ZON              | 22          | 1           | 1               | 0               | 2                 | 0                 | -          | -          | C1+C3                          | 6+2                            | 0+0                            | 1               | 0               | 34    | 1     |
| 2012-2013             | FC Porto                  | Liga ZON              | 24          | 1           | 1               | 0               | 5                 | 1                 | 1          | 0          | C1                             | 6                              | 0                              | -               | -               | 37    | 2     |
| 2013-2014             | FC Porto                  | Liga ZON              | 25          | 0           | 4               | 1               | 4                 | 0                 | 1          | 0          | C1+C3                          | 6+5                            | 0+0                            | -               | -               | 45    | 1     |
| Sous-total            | Sous-total                | Sous-total            | 142         | 2           | 20              | 1               | 14                | 2                 | 4          | 0          | -                              | 55                             | 1                              | 1               | 0               | 236   | 6     |
| 2014-2015             | Manchester City           | Premier League        | 25          | 2           | 2               | 0               | -                 | -                 | 1          | 0          | C1                             | 5                              | 0                              | -               | -               | 33    | 2     |
| 2015-2016             | Manchester City           | Premier League        | 24          | 2           | 3               | 0               | 5                 | 0                 | -          | -          | C1                             | 10                             | 0                              | -               | -               | 42    | 2     |
| 2016-2017             | Manchester City           | Premier League        | 15          | 0           | 4               | 0               | 2                 | 0                 | -          | -          | C1                             | 6                              | 0                              | -               | -               | 27    | 0     |
| Sous-total            | Sous-total                | Sous-total            | 64          | 4           | 9               | 0               | 7                 | 0                 | 1          | 0          | -                              | 21                             | 0                              | -               | -               | 102   | 4     |
| 2017-2018             | Galatasaray SK            | Süper Lig             | 25          | 2           | 1               | 0               | -                 | -                 | -          | -          | -                              | -                              | -                              | -               | -               | 26    | 2     |
| 2018-2019             | Galatasaray SK            | Süper Lig             | 22          | 2           | 4               | 0               | -                 | -                 | 1          | 0          | C1+C3                          | 4+1                            | 0+0                            | -               | -               | 32    | 2     |
| Sous-total            | Sous-total                | Sous-total            | 47          | 4           | 5               | 0               | -                 | -                 | 1          | 0          | -                              | 5                              | 0                              | -               | -               | 58    | 4     |
| 2019-2020             | Séville FC                | Liga                  | 34          | 2           | 1               | 1               | -                 | -                 | -          | -          | C3                             | 7                              | 0                              | -               | -               | 42    | 3     |
| 2020-2021             | Séville FC                | Liga                  | 31          | 3           | 5               | 0               | -                 | -                 | -          | -          | C1                             | 7                              | 0                              | 1               | 0               | 44    | 3     |
| 2021-2022             | Séville FC                | Liga                  | 24          | 1           | -               | -               | -                 | -                 | -          | -          | C1+C3                          | 6+2                            | 0+0                            | -               | -               | 32    | 1     |
| 2022-2023             | Séville FC                | Liga                  | 22          | 0           | 4               | 0               | -                 | -                 | -          | -          | C1+C3                          | 1+9                            | 0+0                            | -               | -               | 36    | 0     |
| 2023-2024             | Séville FC                | Liga                  | 8           | 0           | 1               | 0               | -                 | -                 | -          | -          | C1                             | 4                              | 0                              | -               | -               | 13    | 0     |
| Sous-total            | Sous-total                | Sous-total            | 119         | 6           | 11              | 1               | -                 | -                 | -          | -          | -                              | 36                             | 0                              | 1               | 0               | 167   | 7     |
| Total sur la carrière | Total sur la carrière     | Total sur la carrière | 398         | 17          | 48              | 2               | 23                | 2                 | 6          | 0          | -                              | 117                            | 1                              | 2               | 0               | 594   | 22    |

## Palmarès
Avec le FC Porto, il remporte la Ligue Europa en 2011 en battant un autre club portugais le SC Braga. Il est champion du Portugal à quatre reprises en 2009, 2011, 2012 et 2013 et vainqueur de la Coupe du Portugal à deux reprises en 2009 et 2010. Il remporte également trois supercoupes du Portugal en 2009, 2010 et 2013.
Avec Manchester City, il remporte la coupe de la ligue en 2016 lors de la séance de tirs au but contre le Liverpool FC.
Avec le Galatasaray SK, il remporte le Championnat de  Turquie en 2018 et 2019 ainsi que la Coupe de Turquie en 2019.
Il est vainqueur de la Ligue Europa en 2020 et 2023. Il est finaliste de la Supercoupe de l'UEFA en 2020 avec le FC Séville.